# St. Joseph's Hospital (Memphis)
O Saint Joseph Hospital era um hospital operado por católicos localizado na 220 Overton Avenue em Memphis, Tennessee. É mais conhecido por ser o hospital onde Martin Luther King Jr. morreu às 19h05 de quinta-feira, 4 de abril de 1968, uma hora depois de ter sido baleado no Lorraine Motel.
Erguido em 1885 e operado pelas Irmãs de São Francisco, o St. Joseph mais tarde se tornou um Centro Médico com 1.212 leitos. Em 1997, o hospital se fundiu com o Baptist Memorial Health Care. A propriedade e os edifícios foram então vendidos para o St. Jude Children's Research Hospital. Os edifícios, exceto por um anexo de pronto-socorro recentemente construído que o St. Jude converteu em uma Unidade de Ensaios Translacionais, foram posteriormente demolidos para dar lugar a uma expansão. A fusão entre o St. Joseph e o Baptist Memorial Health Care foi concluída em 1998 e os últimos pacientes foram transferidos para o Baptist em 17 de novembro de 2000.